# Tony Tavares
Antônio José Tavares, mais conhecido como Tony Tavares (Maranhão, c. 1964 – São Luís, 1 de fevereiro de 2014), foi um radialista, cantor, compositor e jornalista brasileiro, considerado um dos pioneiros na difusão do reggae no Maranhão. Fundador do programa Reggae Point, exibido pela rádio Mirante FM, teve papel fundamental na consolidação da identidade cultural do estado como a "Jamaica Brasileira" ou "Capital do Reggae".

## Biografia
Tony Tavares nasceu no Maranhão e começou sua trajetória profissional no rádio nas décadas finais do século XX. Com forte ligação com o reggae, foi um dos primeiros comunicadores a inserir sistematicamente o gênero nas ondas radiofônicas do estado, contribuindo para sua popularização e reconhecimento como expressão cultural maranhense.

### Reggae Point
Em sua passagem pela Mirante FM, uma das principais emissoras de rádio do Maranhão, Tony criou o programa Reggae Point, que se tornou referência para os amantes do gênero. O programa teve papel importante na valorização da cena reggae local e internacional e permanece no ar até os dias atuais, atualmente apresentado por seu irmão, o radialista e DJ Waldiney.

## Contribuição cultural
Tavares é frequentemente creditado como o responsável por popularizar a expressão "Jamaica Brasileira" como um apelido afetivo e identitário do Maranhão. A expressão era comumente usada em seus programas e foi amplamente adotada por artistas, veículos de comunicação e pelo público em geral, consolidando-se como símbolo da forte presença do reggae na cultura local.

## Carreira musical
Paralelamente à carreira como comunicador, Tony Tavares também se destacou como cantor e compositor de reggae. Em 1995, lançou o álbum "Maranhão Roots Reggae", com canções que marcaram época como "Maranhão Roots Reggae Festival" e "Black Queen". Sua obra permanece disponível em plataformas de streaming.

## Falecimento e legado
Tony Tavares faleceu no dia 1º de fevereiro de 2014, aos 49 anos. Sua morte foi registrada por veículos locais, que destacaram sua importância para a música e a comunicação no estado. Seu legado permanece vivo na cena reggae e na memória cultural do Maranhão.